# Midway Games
Midway Games Inc. (официально Midway Manufacturing; широко известна как Midway) — бывший американский разработчик и издатель компьютерных игр. Наиболее известные франшизы компании включают в себя Mortal Kombat, Rampage, Spy Hunter, NBA Jam, Cruis'n и NFL Blitz. Midway также приобрела права на компьютерные игры, которые изначально были разработаны Williams Electronics и Atari Games, например, Defender, Joust, Robotron: 2084, Gauntlet и серия игр Rush.
Midway Manufacturing, предшественник компании, была основана в 1958 году как изготовитель оборудования для развлекательных игр. В 1973 году компания переключилась на изготовление оборудования для индустрии интерактивных развлечений, занявшись разработкой и изданием компьютерных аркадных игр. Первым действительно большим успехом компании стало издание в США игры Space Invaders в 1978 году. Midway была выкуплена и повторно акционирована в 1988 году компанией WMS Industries. Будучи многолетним лидером в сегменте аркадных игр, в 1996 году Midway решила выйти на растущий рынок домашних компьютерных игр. В том же году компания произвела первичное публичное предложение. В 1998 году WMS Industries продала имевшиеся у неё акции Midway. В 2000 году компания закончила четвёртым из крупнейших издателей компьютерных игр.
После 2000 года Midway продолжила заниматься разработкой и изданием компьютерных игр для домашних и портативных игровых систем, но столкнулась со значительными годовыми убытками и оказалась заинтересованной в ряде долговых предложений и предложений акций, а также в иных механизмах финансирования и заимствования. Самнер Редстоун (англ. Sumner Redstone), глава Viacom и CBS Corporation, увеличил свою долю в Midway с приблизительно 15 % в 1998 году до примерно 87 % к концу 2007 года. В декабре 2008 Редстоун продал всю свою долю и право требования на долги Midway объёмом в 70 млн долларов США за 100 тыс частному инвестору Марку Томасу (англ. Mark Thomas).
В 2009 году Midway подала в штате Дэлавер заявление о банкротстве. Warner Bros. выкупила бо́льшую часть активов компании, включая серию Mortal Kombat, а сама Midway достигла с Марком Томасом договора о списании долгов. Федеральный окружной суд США в Чикаго отклонил иск против бывших руководителей компании, в котором заявлялось о введении акционеров в заблуждение руководством компании, которое продавало собственные доли акций компании. В 2010 суд по банкротствам отклонил требования против Редстоун, поданный в связи с продажей компании Томасу, и утвердил план ликвидации Midway. Акции Midway были сняты с публичного размещения в июне 2010 года.

## Историческая справка

### Аркадные игры
Компания Midway Mfg. Co. была основана Генри Россом (англ. Henry Ross) и Марчином Волвертоном (англ. Marcine Wolverton) в 1958 году как независимый производитель оборудования для развлечений. В 1969 году компанию выкупила Bally Manufacturing. В то время Bally была ведущим производителем слот-машин. После нескольких лет производства механических аркадных игр наподобие кегельбана или тиров-симуляторов в стиле вестернов, в 1973 году Midway становится одним из первых производителей компьютерных аркадных игр. В течение 1970-х годов компания находилась в тесном сотрудничестве с японским издателем компьютерных игр Taito, которое заключалось в лицензировании игр партнера и дистрибуции их в собственных странах. На потребительских рынок Midway вышла в 1978 году, выпустив домашний компьютер Bally Home Library Computer, впоследствии переименованный в Bally Astrocade. Этот компьютер стал единственной домашней системой, разработанной компанией, его производство было прекращено в 1985 году.
Однако, первый крупный успех пришел к Midway в 1978 году в результате дистрибуции в США лицензированной у Taito игры Space Invaders. Успех был развит после издания в 1980 году в США игры Pac-Man, лицензированной у Namco, а также её неправомерно выпущенного сиквела, Ms. Pac-Man, в 1981 году. В 1982 году Bally объединила с Midway свой отдел, занимающийся пинболом, сформировав дивизион Bally/Midway Manufacturing. В следующем году были изданы три игры, среди которых Satan’s Hollow стала первой, выпущенной под новым брендом Bally/Midway. Начиная с конца 1970-х годов и по конец 1980-х годов Midway оставалась одним из ведущих производителей компьютерных игр в США.
Дивизион Bally/Midway был выкуплен в 1988 году у Bally компанией Williams Electronics Games посредством своей холдинговой компании WMS Industries Inc. После этого Midway переместила свою штаб-квартиру из города Франклин Парк в Иллинойсе в штаб-квартиру Williams, в то время расположенную в Чикаго, а саму Midway повторно акционировала WMS по общему корпоративному праву штата Делавэр. Несмотря на то, что WMS сохранила многих работников, изначально работавших на Midway, ей удалось сохранить всего двух работников НИОКР, принимавших участие в разработке Rampage, это Брайан Колин (англ. Brian Colin) и Джефф Номан (англ. Jeff Nauman). Также WMS приобрела права на использование торговой марки Bally для выпуска пинболов, поскольку Bally полностью покинула индустрию аркадных игр и пинбола, сфокусировавшись на производстве оборудования для казино и слот-машин.
Будучи в собственности у WMS, первоначально Midway продолжала производство аркадных игр под брендом Bally/Midway, при этом производство пинболов осуществлялось под брендом Bally. Однако в 1991 году Midway фактически поглотила отдел компьютерных игр Williams и возобновила производство аркадных игр под собственным брендом без упоминания Bally. В 1992 году машина для пинбола The Addams Family была признана бестселлером пинболов всех времен. В 1996 году WMS приобрела Time-Warner Interactive, в том числе и компанию Atari Games, ранее — часть огромной корпорации Atari. Также в 1996 году Midway, войдя на рынок домашних игровых приставок, сменила свое изначальное название Midway Manufacturing на Midway Games Inc. Существовавший аркадный отдел компании был переименован в Midway Amusement Games, а вновь созданный отдел домашних игр был назван Midway Home Entertainment.

### Независимость и переход к выпуску домашних игр
В 1996 году WMS сделала публичное предложение выкупа акций Midway и, в то же время, передала Midway авторские права и права на использование торговых знаков, в том числе на игры Defender, Robotron: 2084 и Joust. В 1998 году WMS передала свою долю в 86,8 % в Midway собственным акционерам, что сделало Midway независимой впервые за почти 30 лет. В ходе этой операции Midway сохранила собственность над своим подразделением Atari Games. В течение следующих нескольких лет Midway сохраняла руководящий персонал WMS, или он работал по совмещению; также компании в этот период пользовались общими зданиями. В течение этого периода Midway постепенно расторгла все материальные соглашения с WMS, избавилась от персонала, совмещающего работу на обе компании, а также уменьшила количество членов совета директоров, пока количество лиц, совмещающих посты в обеих компаниях, не уменьшилось до одного.
В 1999 году Midway решила прекратить изготовление машин для пинбола (ранее, в 1996 году, компания передала WMS все связанные с пинболом активы в обмен на активы WMS, связанные с компьютерными играми), чтобы сфокусироваться на компьютерных играх. В 2000 году, чтобы избежать возможных ошибок, Midway переименовала свое подразделение Atari Games в Midway Games West, поскольку на рынке существовала компания Atari, тогда являвшаяся подразделением Hasbro Interactive. В 2001 году из-за финансовых потерь Midway закрыла свое подразделение, занимавшееся аркадными играми. В феврале 2003 года Midway закрывает подразделение Midway Games West, чем закончилась история последнего фрагмента изначальной Atari. Midway показывала ежегодную убыточность после 2000-го, а в 2003 году темпы роста убытков увеличились, компания потеряла 115 млн долларов на фоне продаж в 93 млн. Несмотря на потери, компания была в состоянии обеспечивать финансирование своего бизнеса посредством предложений акций и долговых предложений, а также различных кредитных договоренностей. В 2003 году Самнер Редстоун, владелец существенной миноритарной доли в компании начал увеличение собственной доли и вскоре стал обладателем 80 % доли в компании.
Надеясь увеличить свою рыночную долю, в 2004 году Midway начала серию покупок независимых студий-разработчиков компьютерных игр, предполагая усилить их команды разработчиков. В апреле 2004 году компания приобрела Surreal Software из Сиэтла. В октябре 2004 года компания приобрела Inevitable Entertainment в Остине (Техас), которая стала Midway Austin. В декабре 2004 была приобретена компания Paradox Development в городе Мурпарк (Калифорния). Австралийского разработчика Ratbag Games компания приобрела 4 августа 2005 года, компания была переименована в Midway Studios Australia. Через четыре месяца, 13 декабря 2005 года компания объявила, что закрывает эту студию, оставив всех её сотрудников безработными. Через два дня компания избавилась от своих пустых помещений в Аделаиде. В 2004 и 2005 годах Midway потеряла 20 млн долларов при продажах 162 млн и 112 млн при продажах 150 млн соответственно. Редстоун при голосовании своими акциями избрал в совет директоров свою дочь Шэри Редстоун (англ. Shari Redstone), а позднее — и главой совета директоров.
В 2000 году Midway стала четверным по объёму продаж издателем компьютерных игр. Согласно данным издания Game Developer, компания стала 19-м издателем компьютерных игр в 2004 году и 20-м в 2006 году.

### Вторая половина 2000-х и банкротство
Потери Midway составили 77 млн долларов при продажах в 166 млн в 2006 году и 100 млн долларов при продажах в 157 млн в 2007 году. Компания продолжала привлекать финансирование посредством долговых предложений и кредитных соглашений. В 2007 году Midway Games участвовала в судебном процессе с Mindshadow Entertainment по поводу прав на компьютерную игру Psi-Ops. Mindshadow утверждала, что Midway в данной игре скопировала сюжет, который содержался в сценарии, написанном клиентом Mindshadow. Судебный спор был прекращен 2 декабря 2008 года решением судьи Флоуренс-Мари Купер (англ. Florence-Marie Cooper) Федерального окружного суда США по Калифорнии, которое снимало с Midway все обвинения. Судья Купер не нашла доказательств нарушения авторских прав.
6 марта 2007 года Midway объявила о достижении нового кредитного соглашения с компанией National Amusements объёмом 90 млн долларов. Девид Цукер (англ. David Zucker), занимавший в компании должность CEO, заявил, что презентация Unreal Tournament 3 и рост успеха компании на массовом рынке настраивали его на «успешный 2008-й». 21 марта 2008 года Цукер ушел с должности CEO. Он был третьим уволившемся из компании должностным лицом в течение трех месяцев. Мэтт Бути (англ. Matt Booty), заменивший Цукера на этом посту, ранее был на должности Старшего Вице-президента компании. В течение лета 2008 года в попытках сокращения убытков Midway закрыла студии в Лос-Анджелесе и Остине, таким образом в собственности компании оставались четыре студии в Чикаго, Сиэтле, Сан-Диего и в Ньюкасле в Англии. В тот же период компания издала игру TNA Impact! и, в сентябре-октябре 2008 года, игру Blitz: The League II, разработкой которых занимались студии в Лос-Анджелесе (до закрытия) и в Сан-Диего. В ноябре 2008 года Midway выпустила заявление о том, что её средств и других ресурсов «может быть недостаточно для выполнения… требований к оборотным средствам» и что это «приведет к необходимости резкого снижения затрат или поиска других источников ликвидности». 20 ноября 2008 года компания пригласила Lazard для помощи в «оценке стратегических и финансовых альтернатив». На следующей день компания получила уведомление от Нью-Йоркской фондовой биржи о делистинге её акций ввиду снижения их стоимости ниже 1 доллара. Mortal Kombat vs. DC Universe, последняя игра компании, была издана приблизительно в то же время — в ноябре 2008 года.
Владелец компании, Самнер Редстоун, 2 декабря 2008 года продал свою долю в компании в 87 % частному инвестору Марку Томасу через его компанию MT Acquisition Holdings LLC. Компания Томаса заплатила за акции примерно 100 000 долларов или приблизительно 0,0012 доллара за акцию. Также Томас получил право требования долга объёмом 70 млн долларов, которые компания оставалась должна Редстоуну. National Amusements также понесла значительные убытки ввиду данной сделки, однако эти убытки позволили компании получить прибыль за счет экономии на налогах. В декабре 2008 года Midway раскрыла информацию, в которой говорилось о том, что компания может объявить дефолт по долгам в объёме 240 млн долларов ввиду продажи акций Томасу, что являлось условием выполнения условий двух выпусков облигаций общим объёмом 150 млн долларов, которое позволяет держателям облигаций требовать их полного погашения.
В 2008 году убытки компании составили 191 млн долларов при продажах в 220 млн, однако продажа компании Редстоуном сделала для Midway невозможным продолжать накапливать долги от осуществления операционной деятельности при налоговых требованиях, общий объём которых оценивался более 700 млн долларов. 12 февраля 2009 года Midway подала заявление о защите от кредиторов согласно главе 11 Кодекса США о банкротстве. Компания начала деятельность в статусе Debtor in possession (с англ. — «должник, обладающий имуществом»). Как сказал спикер компании, «мы поняли, что для нашей организации банкротство стало логичным следующим шагом для ускорения вариантов погашения… мы ищем варианты реорганизации, чтобы выйти из этой ситуации более сильными».

### Продажа активов в 2009 году
21 мая 2009 года Midway распространила заявление о том, что получила предложение о поглощении со стороны Warner Bros., по которому за 33 млн долларов последняя получала основные активы компании, включая студии Midway в Чикаго и Сиэтле, а также права на серии игр Mortal Kombat и The Wheelman. Это предложение не распространялось на студии в Сан-Диего и Ньюкасле, а также на серию игр TNA Impact! Midway ранее работала совместно с Warner Bros. над несколькими играми, включая Mortal Kombat vs. DC Universe. Midway заявила 28 мая 2009 года, что «до 24 июня 2009 года принимает заявки от желающих приобрести некоторые активы компании». Датой проведения соответствующего аукциона было назначено 29 июня, после которого должны были пройти судебные слушания, на которых было необходимо получить одобрение продажи активов победителю или победителям. Однако аукцион был отменен из-за отсутствия других заявок. 1 июля 2009 года было принято судебное решение, по которому продажа бо́льшей части компании Warner Bros. была одобрена с учётом претензий на интеллектуальную собственность от третьей стороны, Threshold Entertainment, которая занималась съемками двух фильмов «Смертельная битва», а также производством некоторой другой интеллектуальной собственности, связанной с Mortal Kombat.
Midway объявила 8 июля 2009 года о планах закрытия в сентябре студии в Сан-Диего. Однако 19 августа эту студию купила компания THQ за 740 тыс долларов и погашение обязательств, связанных с ней. Для выполнения мирового соглашения, утвержденного судом по банкротствам, 10 июля 2010 года Midway перечислила приблизительно 4,7 млн долларов своему основному владельцу, Марку Томасу, в счет полного погашения своих обязательств перед Томасом и его компаньонами, а Томас и его компаньоны предоставили Комитету кредиторов Midway право голоса без возможности отзыва своими обыкновенными акциями Midway, а также окончательно отказался от права голоса и права распоряжаться своими акциями. Это погасило 93 % требований Томаса, а Midway продолжила свою деятельность в статусе Debtor in possession. Также 10 июля 2010 года была завершена продажа активов Warner Bros. Цена брутто сделки составила приблизительно 49 млн долларов, включая задолженность и принятые Warner Bros. обязательства. Благодаря этой сделке также были выполнены условия реализации «Плана стимулирования ключевых работников Midway» (англ. Midway's Key Employee Incentive Plan), по которому руководителям компании было выплачено приблизительно 2,4 млн долларов. Студия Midway в Чикаго, работавшая в том числе над играми серии Mortal Kombat, стала частью Warner Bros. и была позднее переименована в NetherRealm Studios.
14 июля 2009 компания объявила о своих планах закрыть студию в Ньюкасле с сокращением 75 её сотрудников. Позже, 19 августа 2009 года, Midway продала французское и немецкое подразделения холдинговым компаниям Spiess Media Holding UG и F+F Publishing GmbH соответственно. В тот же день Speiss приобрела издательское подразделение Midway в Лондоне. Продажи европейских активов компании способствовали поступлению средств в размере 1,7 млн долларов и погашения связанных с ними обязательств. В сентябре 2009 года компания закрыла свой главный офис в Чикаго и сократила всех оставшихся сотрудников, за исключением нескольких, занятых в деле о банкротстве. Многие из бывших работников чикагского офиса Midway впоследствии были трудоустроены компанией Warner Bros. 2 октября 2009 года Midway и два её подразделения, Midway Home Entertainment и Midway Studios Los-Angeles, продали интеллектуальную собственность, включая лицензии Midway в отношении компьютерной игры TNA, компании SouthPeak Games за 100 тыс долларов и погашение связанных с ними обязательств. Midway прекратила продажу компьютерных игр с октября 2009 года, к этому моменту у компании не осталось материальных активов.

### Судебные споры и ликвидация
В октябре 2009 года Федеральный окружной суд США по Чикаго отказал в иске против бывшего руководства Midway, которое обвинялось во введение акционеров в заблуждение во время продажи собственных акций компании. В решении судья указал на отсутствие доказательств того, что руководители «сказали и сделали более чем публично выражали, что их стратегический план впоследствии окупится». Позднее, 28 января 2010 года, отклонил заявление кредиторов Midway, в котором Самнер Редстоун, Шэри Редстоун и директора компании обвинялись в мошенничестве и неисполнении своих обязанностей, указывая на займы, полученные компанией в 2008 году, и последующую продажу 87 % акций компании Марку Томасу, что увеличило операционный убыток Midway и обнулило операционный убыток компании, а также налоговые требования. Судья Кевин Гросс (англ. Kevin Gross) в своём интервью отметил, что его решение «не является одобрением действий подсудимых. […] Подсудимые, наблюдая руины некогда очень успешной компании, решили спрятаться за защитной юбкой законов Делавэра, которыми суд обязан руководствоваться». Суд также подтвердил право других кредиторов требовать возвращения долгов.
В феврале 2010 года Midway представила перед судом по банкротствам проект плана ликвидации компании. Этот проект предусматривал погашение задолженностей между компаниями, также предполагалось произвести частичное погашение долгов перед незащищенными кредиторами Midway (их объём составлял 155 млн долларов) в объёме до приблизительно 16,5 %, а также — частичное погашение долгов перед незащищенными кредиторами подразделений Midway (их объём составлял 36,7 млн долларов) в объёме примерно 25 %. Любые платежи по судебному иску от National Amusements должны быть включены две указанных ранее группы долгов перед незащищенными кредиторами и погашены в том же объёме. Долги перед защищенными кредиторами и кредиторами первой очереди должны быть оплачены в полном объёме, при этом National Amusements не получат выплат по соглашению о субординированном займе, также не получат выплат акционеры. Этот проект был утвержден судом по банкротствам 21 мая 2010 года. Выплаты незащищенным кредиторам компании суммарно составили 25,5 млн долларов, а незащищенным кредиторам подразделений компании — 9,2 млн. Был создан ликвидационный трест, попечителем которого была назначена компания Buchwald Capital Advisors LLC, для решения правовых вопросов, связанных с ликвидацией Midway, а также передачи оставшегося имущества кредиторам.
Заявление по форме 15 в Комиссию по ценным бумагам и биржам США о прекращении публичной регистрации ценных бумаг было подано 9 июня 2010 года. Решение по делу против компании National Amusements (компании Редстоуна) было завершено судом по банкротствам 21 июня 2010 года, по нему ответчик должен уплатить 1 млн долларов. Этим были урегулированы требования против Редстоуна и его компаний. С декабря 2010 года Buchwald Capital Advisors LLC, компания-попечитель ликвидационного треста, оформила 57 требований, пытаясь вернуть платежи в объёме 2 936 736 долларов, произведенных Midway своим кредиторам до начала процедуры банкротства. В марте 2011 года суд по банкротствам своим решением прекратил противоборство со стороны Threshold Entertainment.

## Подразделения и дочерние общества

### Издание и дистрибуция

#### Проданные
- Midway Games Ltd (Лондон, Англия) — издание и дистрибуция компьютерных игр Midway в Великобритании и других европейских рынках. Не следует путать с головной компанией Midway Games Inc. Подразделение было продано 19 августа 2009 года компании, принадлежащей Мартину Спизу (англ. Martin Spiess), ранее бывшему одним из руководителей Midway, совместно с другим подразделением Midway Games SAS, на базе которых была сформирована холдинговая компания Spiess Media Holding UG[35][48]. Она была объединена с парижским офисом и переименована в Tradewest Games[49].
- Midway Games SAS (Париж, Франция) — издание и дистрибуция компьютерных игр во Франции. Подразделение было продано 9 августа 2009 года компании, принадлежащей Мартину Спайсу, совместно с другим подразделением Midway Games Ltd, на базе которых была сформирована холдинговая компания Spiess Media Holding UG[35][48]. Она была объединена с лондонским офисом и переименована в Tradewest Games[49].
- Midway Germany GmbH (Мюнхен, Германия) — издание и дистрибуция компьютерных игр в Германии. Подразделение было создано Midway Games Ltd в феврале 2005 года. Продано в августе 2009 года компании F+F Publishing GmbH бывшего менеджера Midway Уве Фюстенберга (нем. Uwe Fürstenberg)[35][48].

#### Упраздненные
- Midway Amusement Games, L.L.C. (Чикаго, США). Все активы были выкуплены компанией Happ Controls 1 октября 2001 года[50]. Это подразделение было изначальным аркадным отделом компании (основанной как Midway Manufacturing Company) и обладало всей соответствующей интеллектуальной собственностью, в которую вошли, в частности, игровые библиотеки Midway, Bally/Midway и Williams. Бывшие работники подразделения, в том числе Юджин Джарвис (англ. Eugene Jarvis) в том же году основали компанию Raw Thrills.
- Midway Home Entertainment (Сан-Диего, США) — основана в 1986 году под названием Tradewest, была приобретена в 1994 году компанией WMS Industries и переименована в Williams Entertainment, Inc., которая в 1996 была преобразована в Midway Home Entertainment. Midway Home Entertainment занималась изданием и маркетингом всех компьютерных игр для домашних игровых приставок и пользовалась в своей деятельности значительной долей независимости от свой головной компании в Чикаго. Также в значительной степени Midway Home Entertainment была ответственной за отношения между Midway и изготовителями игровых приставок для её игр (Nintendo, Sony, Microsoft и некоторые бывшие производители наподобие Sega). Благодаря этому подразделению Midway смогла выйти на рынок компьютерных игр для домашних игровых приставок в 1990-х годах. В то время все игры для игровых приставок разрабатывались Midway Home Entertainment, а аркадные игры — в студии из Чикаго. В течение нескольких лет Midway Home Entertainment работала на двух площадках (в городах Корсикана, изначальном местоположении Tradewest, и в Сан-Диего), пока в 2002 году площадка в Корсикане не была закрыта.

### Разработка

#### Проданные
- Midway Studios — Chicago (Чикаго, США) — изначальная студия Midway. Постепенно студия сфокусировалась на разработке игр для домашних и переносных игровых систем. В этой студии били разработаны игры Blitz: The League для PlayStation 2 и Xbox, Stranglehold для PlayStation 3, Xbox 360 и PC, также эта студия занималась разработкой игр серии Mortal Kombat. Студия размещалась в том же здании, что и Midway Amusement Games через дорогу от главного офиса Midway. После покупки Warner Bros. студия стала частью WB Games Chicago[51][52]. В июне 2010 года Warner Bros. переименовала её в NetherRealm Studios[38].
- Midway Studios — San Diego (Сан-Диего, США) — располагалась в том же здании, что и Midway Home Entertainment, и была первой студией, начавшей разработку компьютерных игр внутри Midway для домашний игровых приставок. Внутри студии была разработана игра Gauntlet: Seven Sorrows, а также была закончена игра Rise and Fall: Civilizations at War, разработка которой была начала компанией Stainless Steel Studios. Студия работала над играми Ready 2 Rumble Boxing, Ready 2 Rumble Boxing: Round 2, серией игр Cruis’n USA, TNA Impact!, Blitz: The League II. В 2008 году перед выходом игр TNA Impact! и Blitz: The League II студия оказывала помощь студии из Лос-Анджелеса. Midway объявила 8 июля 2009 о планах закрытия студии в Сан-Диего в сентябре[53]. Тем не менее, в начале августа 2009 года студия была выкуплена компанией THQ вместе со всеми связанными с ней активами, за исключением лицензии на компьютерную игру TNA iMPACT!, которая впоследствии была продана компании SouthPeak Games. При этом около 40 % персонала получили предложения продолжить работу на студию[36]. Также многие из бывших работников были впоследствии трудоустроены компанией High Moon Studios. THQ заявила о банкротстве в конце 2012 года[54].
- Surreal Software (Сиэтл, США) — основана в 1995 году, была приобретена Midway в 2004 году и продана Warner Bros. в июле 2009 года.

#### Упраздненные
- Midway Studios — Austin (Остин, США) — основана 23 марта 2000 года как Inevitable Entertainment, Inc., куплена Midway в 2004 году и закрыта в 2008.
- Midway Studios — Australia (Аделаида, Австралия) — основана в 1993 году как Ratbag Games. Куплена Midway 4 августа 2005 года и закрыта через четыре месяца в декабре 2005 года.
- Midway Studios — Los Angeles (Мурпарк, США) — основана в 1994 году как Paradox Development, куплена Midway в 2004 году. Закрыта в 2008 году после объединения со студией из Сан-Диего.
- Midway Studios — Newcastle (Ньюкасл, Англия) — основана в декабре 1996 года как Pitbull Syndicate и куплена Midway в октябре 2005 года. Закрыта 14 июля 2009 года после продажи активов компании Warner Bros. ввиду того, что Midway не смогла найти покупателя для студии. В 2009 году некоторые бывшие работники студии основали новую компанию Atomhawk Design[55]. В 2010 году Роберт Тоутон (англ. Robert Troughton), основатель Pitbull Syndicate, создал в Ньюкасле новую компанию, Pitbull Studio[56].

## Аркадные проекты

### Видеоигры
| - Arch Rivals - Arctic Thunder - Area 51a - Area 51: Site 4a - Bio F.R.E.A.K.S. - Blasterb - Blasted - Bubblesb - CarnEvil - CART Fury Championship Racing - Cruis'n Exoticac - Cruis'n USAc - Cruis'n Worldc - Cyberball 2072 - Defenderb - Defender II - Discs of Tron - Domino Man - Dr. Muto - Gauntlet Legendsa - Gauntlet Dark Legacya - Galaxiand - Galagad - Galaga 3d - Gorf - The Grid - Happy Feet - Hydro Thunder - Joustb - Joust 2: Survival of the Fittestb - Journey - Killer Instinctc - Killer Instinct 2c - Mace: The Dark Agea - MLB Slugfest - Mortal Kombat - Mortal Kombat II - Mortal Kombat 3 - Mortal Kombat 4 - NARCb - NBA Jam - NBA Jam Tournament Edition - NBA Hangtime | - NBA Maximum Hangtime - NBA Showtime: NBA on NBC - NHL Hitz - NFL Blitz - Off Road Challenge - Offroad Thunder - NHL 2 On 2 Open Ice Challenge - Omega Race - Pac-Mand - Pigskin 621 A.D. - Primal Ragea - Rampage - Rampage World Tour - Ready 2 Rumble Boxing - Ready 2 Rumble Boxing: Round 2 - RedCard 20-03 - Revolution X (1994) - Robotron: 2084b - San Francisco Rusha - San Francisco Rush The Rock: Alcatraz Editiona - San Francisco Rush 2049a - Sarge - Satan's Hollow - Sea Wolf - Sea Wolf II - Smash TVb - Spy Hunter - Spy Hunter II - Stargateb - Strike Force - Tapper - Timber - Total Carnage - Tron - Trog! - Two Tigers - Ultimate Mortal Kombat 3 (расширенная версия Mortal Kombat 3) - Wacko - War Final Assaulta - War Gods - Wizard of Wor - WWF WrestleMania: The Arcade Game - Xenophobe |

Примечания
↑  Изначально разработана Atari Games
↑  Изначально разработана Williams
↑  Совместно с Nintendo
↑  Принадлежит Namco

### Пинбол
Все игры под брендом Bally, если не указано иное.
| - The Addams Family (1992) - Attack from Mars (1995) - Black Rose (1992) - Cirqus Voltaire (1997) - Corvette (1994) - Creature From the Black Lagoon (1992) - Doctor Who (1992) - Dr. Dude and His Excellent Ray (1990) - Elvira and the Party Monsters (1989) - Escape from the Lost World (1987 — Bally/Midway) - Gilligan's Island (1991) - Harley-Davidson (1991) | - Judge Dredd (1993) - Lady Luck (1986 — Bally/Midway) - Motordome (1986 — Bally/Midway) - NBA Fastbreak (1997) - The Party Zone (1991) - Popeye Saves the Earth (1994) - Scared Stiff (1996) - The Shadow (1994) - 10 Pin Deluxe (1984 — Bally/Midway) - Theatre of Magic (1995) - The Twilight Zone (1993) - World Cup Soccer (1994) |

## Отборные консольные и ПК-игры
| - The Ant Bully (игра) - Area 51 - Aqua Teen Hunger Force Zombie Ninja Pro-Am - BlackSite: Area 51 - Blitz: The League - Chopper Attack - Cruis'n - Dr. Muto - Doom 64 - Ed, Edd n Eddy: The Mis-Edventures - Formula One 2000 - Freaky Flyers - Game Party - Game Party 2 - Gauntlet Dark Legacy - Gauntlet: Seven Sorrows - Gravity Games Bike: Street Vert Dirt - Hour of Victory - The Grim Adventures of Billy & Mandy - Jackie Chan Stuntmaster - Justice League: Injustice for All - Justice League: Chronicles - L.A. Rush - The Lord of the Rings Online - Midway's Greatest Arcade Hits - MLB Slugfest - Mortal Kombat: Deadly Alliance - Mortal Kombat: Deception - Mortal Kombat: Shaolin Monks - Mortal Kombat: Armageddon - Mortal Kombat Trilogy - Mortal Kombat vs. DC Universe - NBA Ballers - NBA Ballers: Phenom | - NBA Ballers: Rebound - NBA Ballers: Chosen One - NBA Fastbreak '98 - NHL Hitz - NHL Hitz 2002 - NHL Hitz 2003 - NHL Hitz Pro - Off Road Challenge - Ozzy & Drix - Psi-Ops: The Mindgate Conspiracy - Quake (N64) - Rampage: Total Destruction - Ready 2 Rumble Boxing - Ready 2 Rumble Boxing: Round 2 - RedCard 20-03 - RoadKill - Rush 2: Extreme Racing USA - Shadow Hearts - Shadow Hearts: Covenant - Static Shock - Spy Hunter: Nowhere to Run - Stranglehold - The Grim Adventures of Billy & Mandy - The Suffering (Xbox, PS2, PC) - The Suffering: Ties That Bind (Xbox, PS2, PC) - Team Buddies - This is Vegas - TNA Impact! - Top Gear Rally - Transformers (неизданная версия для Windows) - Twisted Edge Extreme Snowboarding - Unreal Championship 2: The Liandri Conflict - Unreal Tournament 3 - The Wheelman - World Driver Championship |